# 八堵橋
位於台5線（八堵路）的八堵橋，為中華民國（臺灣）基隆市暖暖區內一座跨越基隆河的公路橋梁，初建於日本時代1927年。

## 沿革

### 日治時期
日本自1895年起統治臺灣，為求軍事交通上的便利，將清朝遺留的小徑，拓寬成軍用車輛也可通行的標準道路，一路從基隆到屏東:28，僅鋪砂石，極為簡陋。其中基隆市內到七堵的這段道路，自1898年起以大和橋（今大華橋前身）至獅球嶺隧道間的舊清代鐵路路基來使用，稱為「臺北基隆道」。1916年6月，臺灣總督府民政局土木部將這段舊路，再加上七堵經台北至屏東全長461.7公里的道路，命名為「縱貫道」。
1925年，臺灣總督府交通局道路港灣課規劃興建基隆市內至七堵間的新縱貫道路（今南榮路、八堵路），該新道路經過現在臺鐵縱貫線八堵鐵橋上游側一旁，新建八堵橋跨越基隆河 ，1925年7月中旬開工，北川幸三郎技師與永田年技手設計、浦田組承包，為3橋孔上承式鋼筋混凝土開腹式拱橋，工程費20萬8千圓，1927年6月竣工，橋長91.4公尺、高度15.24公尺、橋面寬7.8公尺，除中間的車道以外，兩側並設有人行道，人行道外側為水泥護欄，並設有數根造型柱。

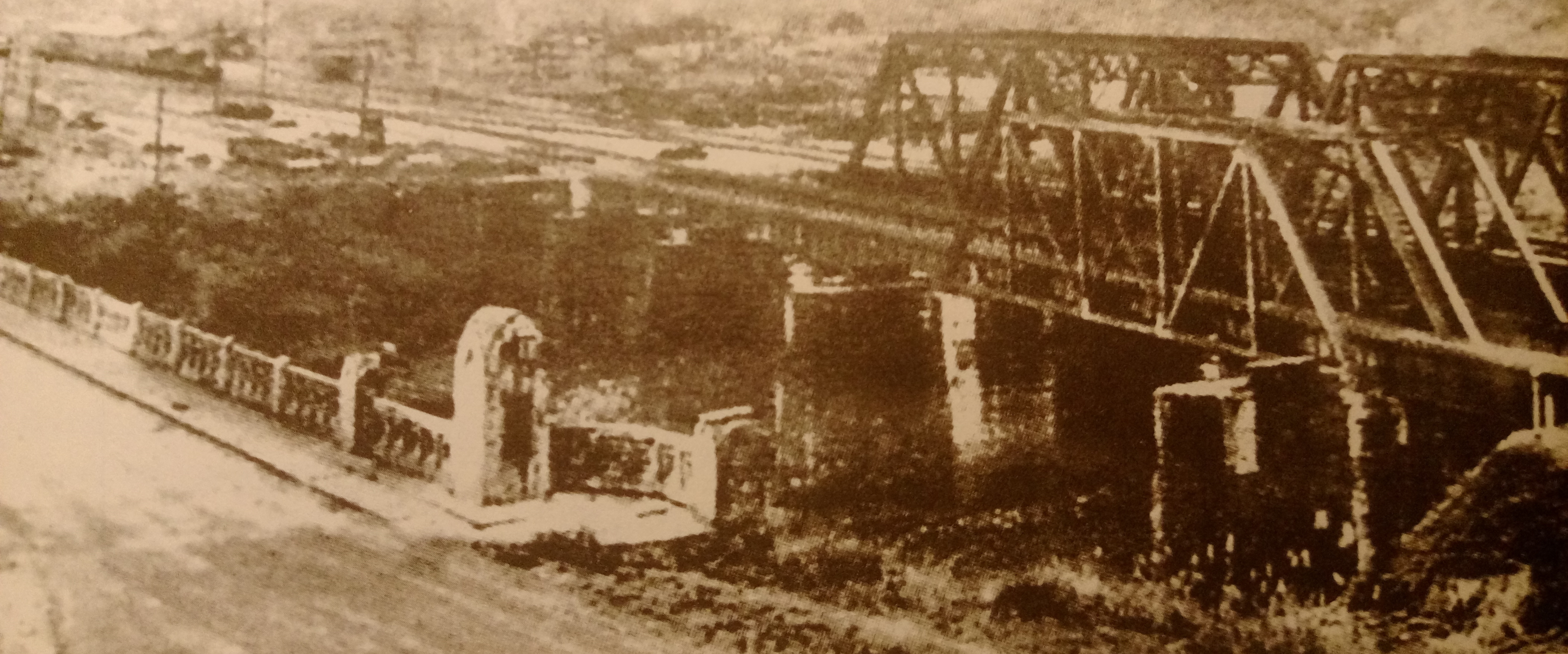
圖左側水泥橋為初代的公路八堵橋

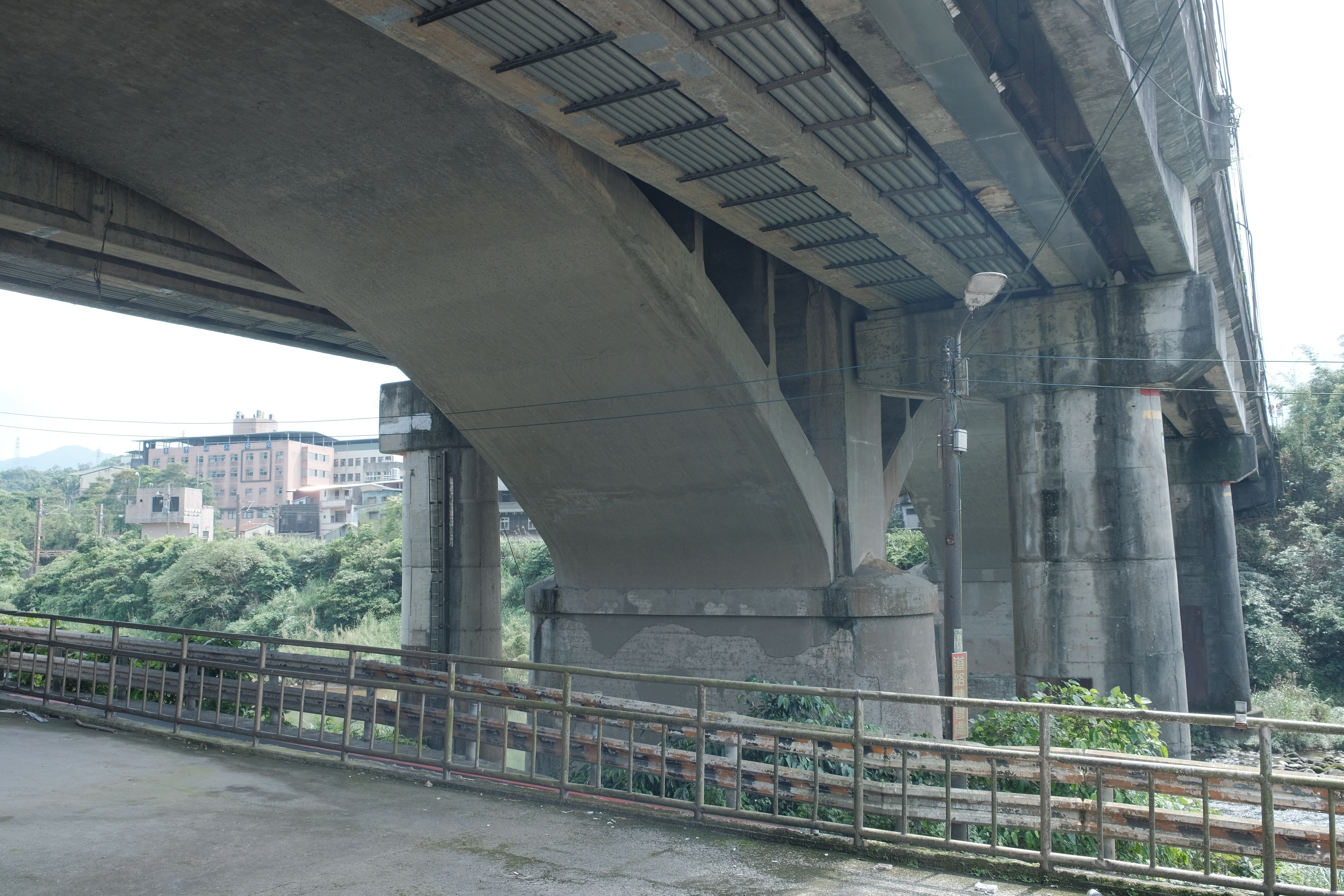
舊拱橋與兩側拓寬橋墩

### 民國時期
臺灣省公路局於1980年代辦理「南港基隆公路拓寬工程」，該工程之八堵橋直接在原橋向兩側拓寬，於1989年竣工。拓寬的橋梁型式為3橋孔鋼筋混凝土Ｉ型梁橋，由外側包夾原日本時代的拱橋，新橋墩對齊日本時代舊橋墩，橋面設置4車道並附設人行道。

## 鄰近設施
- 國立基隆高級中學
- 基隆市暖暖區八堵國民小學
- 臺灣礦工醫院
- 八堵車站
- 八堵橋 (台鐵)

## 有關畫作
台灣日治時期西畫家倪蔣懷，在1929年以臺灣基隆暖暖地區傳統民宅為主體、以三連拱的八堵橋為遠景，創作水彩畫〈八堵橋〉（49 x 67 cm）。

## 引用資料
1. ↑  陳世慧、林日揚、蔡文村等撰文.  再版一刷（2010-02）. 臺北市: 經典雜誌. 2008年4月. ISBN 978-986-83618-5-0.
2. ↑  . 臺北市: 臺灣總督府交通局道路港灣課. 1930年10月4日.
3. ↑  大日本帝國陸地測量部. . 臺北市: 遠流、中央研究院臺灣百年歷史地圖系統. 1998年遠流複刻.
4. ↑  ，《臺灣日日新報》第9206號，1925年12月23日，夕刊1版。
5. ↑  ，《臺灣日日新報》第9652號，1927年3月14日，2版。
6. ↑  ，《臺灣日日新報》第9765號，1927年7月5日，夕刊2版。
7. ↑  ，《臺灣日日新報》第10192號，1928年9月4日2版。
8. 1 2  近藤泰夫，. . 大阪市: 日本ポルトランドセメント同業會. 1939-10-25.
9. 1 2  臺灣省文獻委員會. . 南投縣. 1993年1月15日: 頁52.
10. 1 2  謝森展編著. . 臺北市: 創意力文化. 1993年1月初版: 頁127〈八堵橋與鐵橋〉照片. ISBN 957-9491-26-7.
11. ↑  . 基隆市文獻委員會. 1958年9月: 〈八堵橋〉照片.
12. ↑  黃澍民攝影作品。參閱：黃澍民攝影‧蘇昭旭編撰，《台鐵憶舊四十年1945-1984》，人人月曆，2000年10月25日初版，頁223照片。
13. ↑  片倉佳史著、劉添根譯. . 臺北市: 玉山社. 2008年一版. ISBN 9789866789212.
14. ↑  交通部：中華民國77年《交通年鑑》，臺北市，1989年10月10日，頁379。
15. ↑  〈八堵橋今夜將吊樑 往來車輛請繞道〉，《聯合報》，1989年2月17日2版。
16. ↑  . （無標題文件）. （原始内容存档于2020-09-16）.
17. ↑  . 王振帙的部落格. 2019-10-09 21:40. （原始内容存档于2020-09-16）.